# Birkesirup
Birkesirup er en sirup, der fremstilles af birkesaft, og som produceres på nogenlunde samme måde som ahornsirup. Den anvendes dog kun sjældent til pandekager og vafler, da den har en skarpere smagsprofil, men bruges i stedet som ingrediens i retter med svinekød eller laks, i sovs, glaze og dressing. Det kan også bruges som smagsgiver i is, øl, vin og sodavand.
Birkesirup er indkogt fra saft, der har omkring 0,5–2% sukkerindhold afhængig af sort af birketræ, placeringen, vejret og sæsonen. Den færdige sirup har et sukkerindhold på 66% eller mere. Sukkeret er omkring 42–54% fruktose og 45% glukose, med mindre mængder sukrose og spormængder af galaktose.
Den primære sukker i ahornsirup er sukrose, og den kemiske sammensætning af ahornsirup er også forskellig, hvilket er skyld i smagsforskellen.